# تريفور ونايت
تريفور ونايت (بالإنجليزية: Trevor Knight)‏ هو لاعب كرة قدم أمريكية أمريكي، ولد في 3 أكتوبر 1993 في سان أنطونيو في الولايات المتحدة.